# Luciano Minguzzi

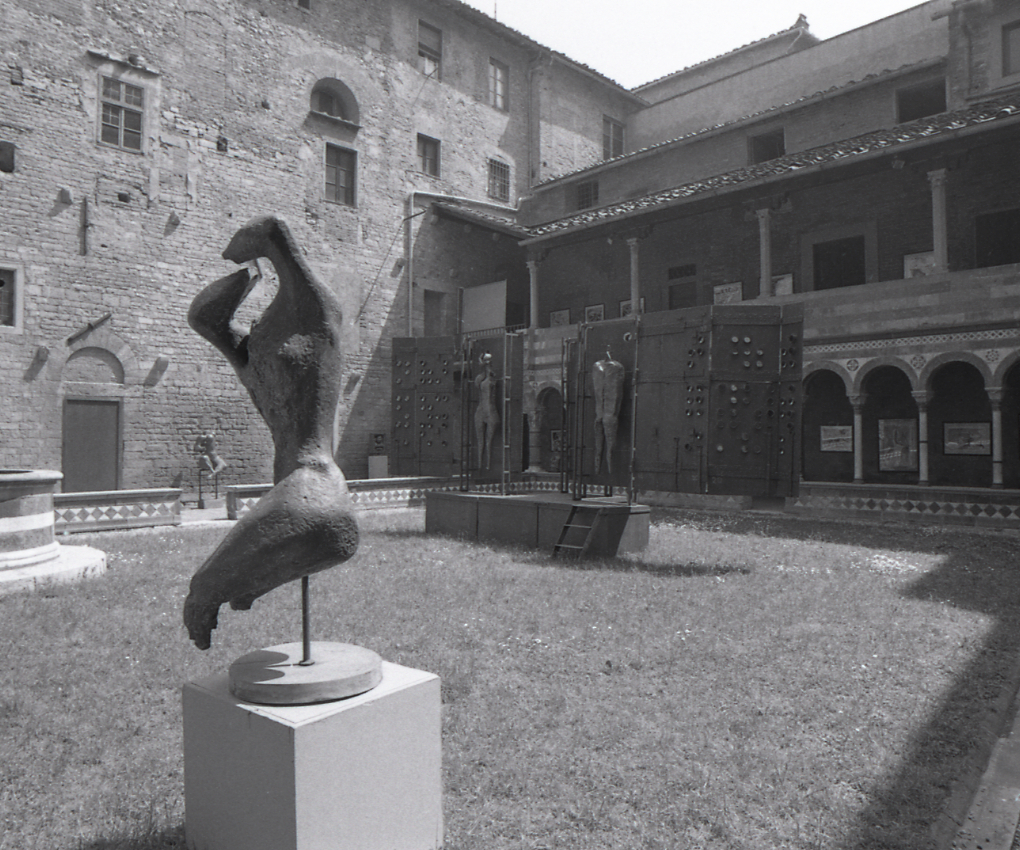
Immagine della mostra Luciano Minguzzi: sculture e gouaches 1950-1970 nel chiostro romanico della Cattedrale di Prato (Museo dell'Opera del Duomo), 24 aprile - 24 maggio 1971. Foto di Paolo Monti.

Luciano Minguzzi (Bologna, 24 maggio 1911 – Milano, 30 maggio 2004) è stato uno scultore, medaglista e incisore italiano.

## Biografia
Compì le prime esperienze sotto la sapiente guida del padre Armando, anch'egli scultore, continuando gli studi presso l'Accademia di belle arti di Bologna seguendo i corsi di incisione tenuti da Giorgio Morandi, quelli di scultura sotto la guida di Ercole Drei, frequentando all'università le lezioni di Roberto Longhi.
Grazie ad una borsa di studio, soggiornò a Parigi e a Londra, iniziando ad esporre nel 1933 e già alla IV Quadriennale nazionale d'arte di Roma (1943) ottenne il suo primo premio, cui seguirono altri tra cui l'Angelicum del 1946 e il primo posto ex aequo alla XXV Biennale di Venezia del 1950.
Nell'immediato dopoguerra realizzò per la sua città natale il Monumento al Partigiano e alla Partigiana, collocato presso Porta Lame, nella zona in cui ebbe luogo un'epica battaglia tra nazifascisti e partigiani nel 1944. L'opera, composta da due figure di giovani - di cui una armata - colte in un momento di grande naturalezza, fu forgiata con il bronzo fuso dalla Statua equestre di Benito Mussolini, opera di Giuseppe Graziosi, che si trovava all'interno dell'attuale Stadio "Renato Dall'Ara", a sua volta realizzata con alcuni cannoni sottratti agli Austriaci durante i moti risorgimentali bolognesi del 1848.
Sempre sul tema legato alla guerra ma con un mutato stile dai toni più drammatici ed espressionisti, realizzò negli anni Cinquanta la serie di sculture ispirate al tema degli uomini del Lager e alle vittime ignote e anonime, ottenendo nel 1953 il terzo premio al concorso per il "Monumento al Prigioniero politico ignoto" indetto della Tate Gallery di Londra.
Vinse nel 1950 il concorso bandito per la "Quinta Porta" del Duomo di Milano, terminata nel 1965.
Nel 1962 partecipò, insieme ai più importanti scultori internazionali dell'epoca, alla mostra Sculture nella città organizzata da Giovanni Carandente nell'ambito del V Festival dei Due Mondi a Spoleto. Presentò una scultura in ferro e bronzo del 1958 dal titolo Pas-de-quatre.
Nel 1970 gli venne conferito l'incarico per la realizzazione della "Porta del bene e del male" della basilica di San Pietro in Vaticano, alla quale lavorò con vigore e passione per sette anni.
Nel 2012, in occasione del centenario della nascita dell'artista, è stata allestita a Bologna presso la Fondazione del Monte una sua mostra antologica postuma.
Ha lavorato anche come medaglista: sua da esempio la moneta d'argento da 500 lire di San Marino del 1974. 
È sepolto nella tomba di famiglia al cimitero del Piratello di Imola.
L'archivio Luciano Minguzzi è gestito dai familiari dell’artista. Conserva materiali eterogenei legati alla sua attività artistica e pubblica, tra cui opere, fotografie, cataloghi, documentazione epistolare e audiovisiva. L’archivio è accessibile su richiesta per fini di studio e ricerca.

## Opere
- Gallo, disegno a pastello su carta, Museo Fortunato Calleri di Catania
- I coniugi del n. 7, 1972,  ferro e bronzo, 87x195x37 cm, MAGI '900 di Pieve di Cento (BO)

## Critica
La forza del suo realismo iniziale nasce da una capacità naturale di rivivere con spirito nuovo scene di vita e figure familiari.
Successivamente, influssi di cultura antica e moderna si aggiunsero al realismo, contemperando tendenze proprie dell'espressionismo e del cubismo.

## Video
- "Realizzare una scultura", da Incontri - Un'ora con L. Minguzzi (RAI, 1971), su raiscuola.rai.it. URL consultato il 9 febbraio 2013 (archiviato dall'url originale il 9 gennaio 2016).
- Luciano Minguzzi alla sua mostra presso il Castello Sforzesco a Milano) (RAI, 2004), su arte.rai.it.